# Sphecodes clypeatus
Sphecodes clypeatus är en biart som beskrevs av Heinrich Friese 1917. Sphecodes clypeatus ingår i släktet blodbin, och familjen vägbin. Inga underarter finns listade i Catalogue of Life.